# Sven Selånger
Sven Selånger (rojen kot Sven Ivan Eriksson), švedski smučarski skakalec in nordijski kombinatorec, * 19. marec 1907, Sundsvall, Švedska, † 5. november 1992, Sundsvall.
Selånger je nastopil na teh Zimskih olimpijskih igrah, v letih 1928 v St. Moritzu, kjer je bil šesti v nordijski kombinaciji in enaintrideseti v smučarskih skokih, 1932 v Lake Placidu, kjer je bil četrti v smučarskih skokih in peti v nordijski kombinaciji, ter 1936 v Garmisch-Partenkirchnu, kjer je osvojil naslov olimpijskega podprvaka v smučarskih skokih. Na Svetovnem prvenstvu 1933 v Innsbrucku je osvojil naslov svetovnega prvaka v nordijski kombinaciji, v letih 1931, 1933 in 1934 pa bronasto medaljo svetovnega prvenstva v smučarskih skokih.